# Aspicilia obvallata
Aspicilia obvallata är en lavart som först beskrevs av H.Magn., och fick sitt nu gällande namn av Rolf Santesson. Aspicilia obvallata ingår i släktet Aspicilia, och familjen Megasporaceae. Enligt den finländska rödlistan är arten otillräckligt studerad i Finland. Arten är reproducerande i Sverige. Artens livsmiljö är klippor (inklusive flyttblock).